# Tradición de Teuchitlán
La Tradición Teuchitlán fue una compleja sociedad prehispánica que habitó áreas de los actuales estados adición Teuchitlán en épocas tan tempranas como 300 a. C., su florecimiento es generalmente fechado durante el Período Clásico, 200 d. C. La tradición se extinguió abruptamente al final del periodo Clásico, ca. 900 d. C.
La tradición Teuchitlán es notable por sus plazas centrales circulares y cónicas pirámides escalonadas. De acuerdo con el investigador Phil Weigand y su esposa Arcelia García, estas inusuales estructuras son "únicas en el repertorio arquitectónico Mesoamericano y de hecho, no se han encontrado estructuras similares en ningún lugar del mundo". 
La tradición Teuchitlán es una derivación de la más temprana Tradición de las tumbas de tiro del oeste de México, pero con un cambio de los centros menores a sitios mayores, tales como Los Guachimontones.

## Guachimontones

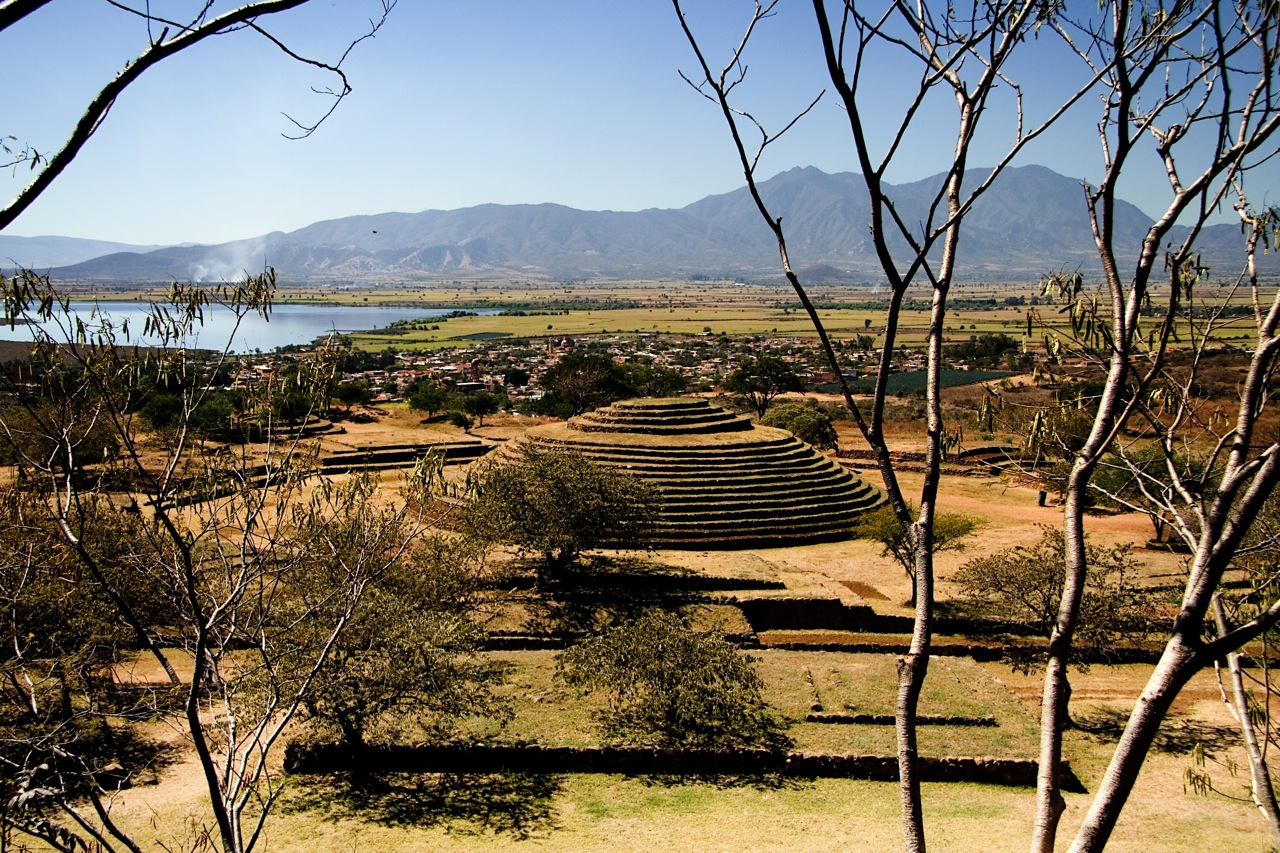
La pirámide mesoamericana escalonada cónica en el 'Círculo 2', Guachimontones
Foto cortesía de Nancy

Los Guachimontones es un sitio arqueológico, en las afueras de la ciudad de Teuchitlán, en el estado de Jalisco, es el complejo más grande de la tradición Teuchitlán. El centro de la antigua ciudad estaba ocupado por tres plazas circulares, cada una con una pirámide circular escalonada de varios niveles en el centro. Hay un total de 10 "círculos" dentro de Teuchitlán, cuatro plazas rectangulares y dos canchas de juego de pelota, así como otras estructuras menores.
Se piensa que las pirámides circulares se representan un cosmograma, de la estructura mitológica del universo y los polos circulares se fijaron en el centro del árbol mesoamericano de la vida (Mundo). Con fundamento en las múltiples tablillas de cerámica recuperadas, asimismo, se cree que ceremonias del ritual de los Voladores se llevaron a cabo desde el Polo.

## Estructura social
Existen varias características de una sociedad con rangos de élite presente dentro de las sociedades de la tradición Teuchitlán: por ejemplo, las plazas circulares estaban restringidas, eran solo para la élite. Sin embargo, sobre la base de sitios semi-fortificados excavados en lugares clave en montañas, cerca del perímetro núcleo de Teuchitlán, se piensa que el área externa de la tradición Teuchitlán estaba políticamente fragmentada.

## El final de la tradición
El comienzo del periodo postclásico mesoamericano en el Occidente de México, así como en todas partes en Mesoamérica, estuvo marcada por cambios bruscos. En aproximadamente 900 d. C., las pirámides circulares, plazas y agrupaciones concéntricas empezaron a ser sustituida por la más prosaica arquitectura rectangular. La tradición Teuchitlán sufrió un "colapso total y definitivo", un cambio tan abrupto que se piensa fue forzado por factores externos, tal vez por el florecimiento del imperio Tarasco.